# FM-ligan i volleyboll
FM-ligan i volleyboll, fi. Lentopallon SM-liiga, är sedan 1994 den högsta divisionen i volleyboll i Finland. På herrsidan deltar 12 lag, på damsidan 10. Den första säsongen spelades 1995/1996, och ersatte då FM-serien i volleyboll, som hade premiär 1957.

## Finländska mästerskap i volleyboll

### Herrar
- 1957 Porin Pyrintö
- 1958 Järvensivun Kisa
- 1959 Järvensivun Kisa
- 1960 Kimmo
- 1961 Järvensivun Kisa
- 1962 Kimmo
- 1963 Rantaperkiön Isku
- 1964 Kimmo
- 1965 Käpylän Lentopalloilijat
- 1966 Käpylän Lentopalloilijat
- 1967 Johanneksen Pojat
- 1968 Johanneksen Pojat
- 1969 Luolajan Kajastus
- 1970 Luolajan Kajastus
- 1971 Luolajan Kajastus
- 1972 Luolajan Kajastus
- 1973 Rateko
- 1974 Rateko
- 1975 Pieksämäen NMKY
- 1976 Pieksämäen NMKY
- 1977 Pieksämäen NMKY
- 1978 Pieksämäen NMKY
- 1979 Pieksämäen NMKY
- 1980 Pieksämäen NMKY
- 1981 Pieksämäen NMKY
- 1982 Loimu -79
- 1983 Loimu -79
- 1984 Loimu -79
- 1985 Hesa
- 1986 Seinäjoen Maila-Jussit
- 1987 Seinäjoen Maila-Jussit
- 1988 Rantaperkiön Isku
- 1989 Varkauden Tarmo
- 1990 Raision Loimu
- 1991 KuPS- Volley
- 1992 KuPS- Volley
- 1993 KuPS- Volley
- 1994 KuPS- Volley
- 1995 KuPS- Volley
- 1996 KuPS- Volley
- 1997 Raision Loimu
- 1998 KuPS- Volley
- 1999 Keski-Savon Pateri
- 2000 KuPS- Volley
- 2001 Raision Loimu
- 2002 Tampereen Isku-Volley
- 2003 Perungan Pojat
- 2004 Pielaveden Sampo
- 2005 Pielaveden Sampo
- 2006 Tampereen Isku-Volley
- 2007 Rovaniemen Santasport
- 2008 Rovaniemen Santasport
- 2009 Pielaveden Sampo
- 2010 Sun Volley
- 2011 Team Lakkapää
- 2012 VaLePa
- 2013 Kokkolan Tiikerit
- 2014 VaLePa
- 2015 Kokkolan Tiikerit

### Damer
- 1957 Eiran Riento
- 1958 Helsingin Riento
- 1959 Käpylän Lentopalloilijat
- 1960 Tampereen Veikot
- 1961 Käpylän Lentopalloilijat
- 1962 Helsingin Ponnistus
- 1963 Käpylän Lentopalloilijat
- 1964 Käpylän Lentopalloilijat
- 1965 Käpylän Lentopalloilijat
- 1966 Käpylän Lentopalloilijat
- 1967 Koiton Riento
- 1968 Kimmo
- 1969 Wartti
- 1970 Wartti
- 1971 Helsingin Elite
- 1972 Wartti
- 1973 Kimmo
- 1974 Kimmo
- 1975 Karhulan Veikot
- 1976 Helsingin Kiri -60
- 1977 Jyväskylän Pesä-Veikot
- 1978 Karhulan Veikot
- 1979 Karhulan Veikot
- 1980 Karhulan Veikot
- 1981 Karhulan Veikot
- 1982 Jyväskylän Pesä-Veikot
- 1983 Jyväskylän Pesä-Veikot
- 1984 Euran Raiku
- 1985 Euran Raiku
- 1986 Vaasan Vasama
- 1987 Vaasan Vasama
- 1988 Vaasan Vasama
- 1989 Vaasan Vasama
- 1990 Hesa
- 1991 Vaasan Vasama
- 1992 Vaasan Vasama
- 1993 Vaasan Vasama
- 1994 Vaasan Vasama
- 1995 Palokan Pyry
- 1996 Vaasan Vasama
- 1997 Oriveden Ponnistus
- 1998 Valkealan Kajo
- 1999 Euran Raiku
- 2000 Hämeenlinnan Tarmo-Volley
- 2001 Hämeenlinnan Tarmo-Volley
- 2002 Hämeenlinnan Tarmo-Volley
- 2003 Hämeenlinnan Tarmo-Volley
- 2004 Pieksämäki Volley
- 2005 Vanajan RC
- 2006 Vanajan RC
- 2007 Vanajan RC
- 2008 Vanajan RC
- 2009 LP Viesti Salo
- 2010 LP Viesti Salo[1]
- 2011 LP Viesti Salo[1]
- 2012 LP Viesti Salo[1]
- 2013 LP Viesti Salo[1]
- 2014 LP Viesti Salo[1]
- 2015 LP Viesti Salo[1]
- 2016 Hämeenlinnan[1]
- 2017 LP Viesti Salo[1]
- 2018 Hämeenlinnan[1]
- 2019 LP Viesti Salo[1]
- 2020 Ingen vinnare[1]
- 2021 LP Viesti Salo[1]
- 2022 Pölkky Kuusamo[1]